# 胡宇
胡 宇（こ う、フー・ユー、繁体字中国語: 胡 宇、英語: Hu Yu、1999年4月9日 - ）は、中国の女子ラグビー選手。

## プロフィール
- 中国出身[1]。
- ポジションはスタンドオフ(SO)。
- 身長 165cm、体重 65kg

## 略歴
2024年、パリ五輪の7人制女子中国代表に選ばれた。